# Entertainment Software Rating Board
Entertainment Software Rating Board, съкр. ESRB, е недържавна организация със седалище в Ню Йорк, САЩ.
Нейната основна дейност е определянето на рейтинги на компютърни и видеоигри и други развлекателни софтуери в САЩ и Канада. ESRB е основана в 1994 г. от асоциацията Interactive Digital Software Association (съвременно название – „Entertainment Software Association“). Към началото на 2003 г. рейтинги от ESRB са получили повече от 8000 продукта на 350 издатели.

## Описание
Рейтингът на игрите даван от ESRB е основан на тяхното съдържание, аналогично на рейтинговата система при филмите. Рейтингът е обозначен на опаковката на играта, съдържа се в нейната реклама и е указан на официалния сайт на играта. Компаниите не са задължени да предоставят играта за определяне на нейния рейтинг до началото на официалната продажба, тъй като нейното съдържание може значително да се измени в процеса на разработка. По-голямата част от издателите на видеоигри в САЩ ползват рейтинговата система ESRB.
Рейтингът се състои от две части: знак на рейтинга и кратко описание на съдържанието. Знакът обикновено се поставя на долния ляв или десен ъгъл на лицевата страна на опаковката. Той обозначава възрастовата група за която е подходящ продуктът. Описанието на съдържанието се намира на гърба на опаковката, обикновено в долния ляв или десен ъгъл. То обозначава основните елементи от съдържанието на играта.

## Рейтинги
За логотип на рейтингите на ESRB се използва началната буква от названието на възрастовата група, за която се препоръчва дадената игра. Първоначално буквите са бели на цвят, с черен контур, както на логотипа на рейтинга „K-A“. След 1999 г. те са черни на бял фон с оглед по-голяма яснота.

### Действащи
| Икона | Оценка/Интерактивен елемент                                  | Активен от  | Описание |
| ----- | ------------------------------------------------------------ | ----------- | --- |
|       | „E“ („Everyone“) – „За всички“                               | 1998        | Съдържанието е подходящо за всички. Предполага се че този тип игри могат да допаднат и на възрастни. Продуктите с този рейтинг могат да съдържат минимално насилие, най-вече с анимационен характер. |
|       | „E10+“ („Everyone 10 and older“) – „За всички над 10 години“ | 2 март 2005 | Подходящи за всеки над 10-годишна възраст. Игра с този рейтинг би могла да съдържа минимално насилие, преди всичко с анимационен характер. Възможно е да съдържа минимално количество крав, или някои откровени сцени. Този рейтинг е приет от ESRB на 2 март 2005 година. Първата игра, която го получава е Donkey Kong: Jungle Beat.                                                                                                  |
|       | „T“ („Teen“) – „Тийнейджър над 13 години “                   | 1994        | Играта е подходяща за младежи над 13 години. Продуктите могат да съдържат насилие, непристойни сцени, груб хумор, умерено сексуално съдържание, кръв или донякъде нецензурен език. |
|       | „M“ („Mature“) – „От 17 години нагоре“                       | 1994        | Съдържанието на играта е неподходящо за лица под 17 години. Продуктът съдържа откровено насилие, голямо количество кръв, непристойни сексуални сцени и нецензурен език, неподходящи за подрастващи. Някой дистрибутори не продават подобни игри на непълнолетни без съгласието на родителите им. |
|       | „AO“ („Adults Only 18+“) – „Само за възрастни“               | 1994        | Съдържанието е подходящо само за възрастни. Този тип игри могат да съдържат продължителни сцени на насилие и откровено сексуални сцени. През 2006 г.този рейтинг получават 22 продукта, повечето от които са предназначени за персонални компютри работещи под Windows и Apple Macintosh. Рейтингът „Само за възрастни“ е предмет на много дискусии, тъй като води след себе си сериозно ограничаване на продажбите на дадения продукт. |
|       | „RP“ („Rating Pending“) – „Рейтингът се очаква“              | 1994        | Продуктът е изпратен на ESRB и очаква присвояване на рейтинг. Този допълнителен логотип се използва само за рекламни презентации и при демо-версиите на игрите, до началото на официалната им продажба. |

### Остарели
| Икона | Оценка/Интерактивен елемент                     | Активен от | Остарели от | Описание |
| ----- | ----------------------------------------------- | ---------- | ----------- | --- |
|       | „EC“ („Early childhood“) – „За малки деца“      | 1994       | 2018        | Играта е подходяща за деца от 3 години нагоре и не съдържа материали, които родителите биха могли да сметнат за неподходящи. Продуктите получили този рейтинг по начало са предназначени за деца и представляват образователни игри. Някой усложнени образователни игри могат да имат рейтинг „Е“. |
|       | „K-A“ („Kids to Adults“)— „За деца и възрастни“ | 1994       | 1998        | Съдържанието е подходящо за всички над 6-годишна възраст. Такива игри могат да съдържат минимално насилие или не твърде груб разговорен език. Този рейтинг е заменен от „E“ на 1 януари 1998 г. Може да се срещне само при игри издадени преди тази дата.                                          |

## Кратки описания
Кратките описания на игрите не винаги са идентични на долупосочените. Могат да съдържат допълнителни пояснения като например, „Mild Blood“ („Незначително присъствие на кръв“) и „Mild Suggestive Themes“ („Не твърде неприлични сцени“).

### Действащи
- „Alcohol Reference“ – Наличие на алкохолни напитки.
- „Animated Blood“ – Безцветна или нереалистична кръв.
- „Blood“ – Наличие на кръв.
- „Blood and Gore“ – Кръв и разчленяване.
- „Cartoon Violence“ – Наличие на нереалистично насилие, подобно на това в анимационните филми. Дадената фраза може да означава, че насилието в играта не нанася вреда на персонажите.
- „Comic Mischief“ – Наличие на груби шеги.
- „Crude Humor“ – В диалозите на играта се използва вулгарен език.
- „Drug Reference“ – В играта има или се говори за наркотици.
- „Edutainment“ – Образователна игра. Продуктът спомага за натрупването на определени полезни знания и навици.
- „Fantasy Violence“ – В хода на играта се причинява вреда на чудовища или други фантастични персонажи, които не се отъждествяват с хората.
- „Informational“ – Играта съдържа информация, факти, материали или инструкции, които могат да се използват за справочни цели.
- „Intense Violence“ – Реалистично насилие. В играта може да има оръжие, кръв, разчленяване, нараняване или смърт на хора.
- „Language“ – Не твърде нецензурен език.
- „Lyrics“ – Умерено нецензурен език, намеци за сексуални отношения, насилие, алкохол или наркотици в диалозите или музиката.
- „Mature Humor“ – Диалозите съдържат хумор неподходящ за непълнолетни, включително и относно сексуални взаимоотношения.
- „Mild Lyrics“ – Не твърде нецензурен език, намеци за сексуални отношения, насилие, алкохол или наркотици в диалозите или музиката.
- „Mild Violence“ – Играта съдържа сцени в които персонажите участват в агресивни конфликти.
- „Nudity“ – Наличие на пълна голота в играта.
- „Partial Nudity“ – Кратки или прикрити сцени с голота.
- „Real Gambling“ – Присъстват хазартни игри, включително и с реални пари. Този тип продукти винаги носи рейтинг „Само за възрастни“.
- „Sexual Themes“ – Сцени с умерено сексуален характер. Възможно е наличието на частична голота.
- „Sexual Violence“ – Играта включва изнасилване или други форми на сексуално насилие.
- „Simulated Gambling“ – Наличие на хазартни игри без показване на реални пори.
- „Some Adult Assistance May Be Needed“ – Продукт предназначен за малки деца, за усвояването на който е необходима помощта на родителите. Използва се при игри с рейтинг „За малки деца“.
- „Strong Language“ – Честа употреба на груб и нецензурен език.
- „Strong Lyrics“ – Груб и нецензурен език, намеци за сексуални отношения, насилие, алкохол или наркотици в диалозите и музиката.
- „Strong Sexual Content“ – Откровено сексуално съдържание, включително и голота.
- „Suggestive Themes“ – Впечатляващи или дразнещи сцени и материали.
- „Tobacco Reference“ – В продукта присъства употреба на цигари или други тютюневи изделия.
- „Use of Drugs“ – Употреба на наркотични вещества забранени от закона.
- „Use of Alcohol“ – Употреба на алкохол.
- „Use of Tobacco“ – Употреба на тютюневи изделия.
- „Violence“ – Наличие на сцени с агресивни конфликти.

### Онлайн рейтинг
В онлайн игрите, чието съдържание (диалог, сюжет, карти, модели на персонажите) може да се мени, се използва обозначението „Game Experience May Change During Online Play“, което предупреждава потребителя, че ползва продукт непреминал през рейтинговата система на ESRB.

### Остарели
Следните кратки описания са остарели и излезли извън употреба:
- „Animated Blood and Gore“ – Нереалистична кръв или разчленяване на тела.
- „Animated Violence“ – Нарисувани и нереалистични сцени на насилие.
- „Gambling“ – Присъствие на хазартни игри.
- „Gaming“ – Присъствие на хазартни игри.
- „Mature Sexual Themes“ – Сексуални сцени с частична голота.
- „Mild Animated Violence“ – Нереалистично изобразено насилие.
- „Mild Realistic Violence“ – Умерено реалистично изобразено насилие.
- „Reading Skills, Fine Motor Skills, Higher-Level Thinking Skills“ – Това описание се среща само при игри с рейтинг „Early Childhood“ и указва, че в проекта се използват такива навици на детето като четене, бързина на реакция, умение за логическо мислене и др.
- „Realistic Blood“ – Високодетайлна реалистична кръв.
- „Realistic Blood and Gore“ – Високодетайлна реалистична кръв и разчленение.
- „Realistic Violence“ – Реалистично представено насилие.

## Процес на присвояване на рейтинг
За определяне рейтинга на играта създателите и изпращат на ESRB видеоклиповете, съдържащи най-впечатляващите и резки сцени. Използва се и специална анкета с потребители тествали продукта.
На сайта на ESRB се съобщава, че рецензентите извършват независима оценка на играта и определят рейтинга и. С оценката се занимават много хора от различни възрасти и слоеве на обществото. Това могат да бъдат бивши учители, родители, професионалисти в различни области и сфери, несвързани с този тип развлекателна индустрия. Ако рецензентите се разминават в оценката, към рейтинга се добавят кратки описания и ESRB уведомява издателите за своето решение.
Когато играта бъде готова за продажба, издателят изпраща копие от финалната версия в ESRB. Подлага се на оглед опаковката на продукта, а предоставените сведения за съдържанието и се проверяват чрез тестването и. Ако се окаже, че съдържа повече от декларираното насилие, или клиентите обявят рейтинга за нереален, срещу производителя могат да бъдат предприети различни видове санкции.